# Juan Ortega Rubio
Juan Ortega Rubio (Puebla de Mula, 6 de febrero de 1845-Madrid, 28 de marzo de 1921) fue un historiador español.

## Biografía
Nació en la localidad murciana de Puebla de Mula el 6 de febrero de 1845. Fue catedrático de Historia Universal de la Universidad de Valladolid de 1876 a 1883, cuando se trasladó a Madrid para ocupar la cátedra de Historia en la Universidad Central hasta 1918.
En 1881, editó la Historia de Valladolid, de Juan Antolinez de Burgos. En 1890, publicó su traducción de Historia de los godos desde los tiempos primitivos hasta el fin de la dominación goda en España, de Henry Bradley, y en 1892, su traducción de Historia de Holanda, de James E. Thorold Rogers.
A partir de 1901 fue director de la Revista Contemporánea, una publicación a la cual también contribuía con el seudónimo de Pedro Ansurez (por la figura histórica de Valladolid). Falleció en Madrid el 28 de marzo de 1921.

## Publicaciones
- 1880: Estudios de Filosofía de la Historia, Imprenta de Gregorio Hernando, Madrid.
- 1881: Historia de Valladolid, de Juan Antolinez de Burgos (editado por Ortega Rubio), Imprenta y Librería Nacional y Extranjera de los Hijos de Rodríguez, Valladolid.
- 1885: Compendio de historia universal, Hijos de J. Pastor
- 1886: Principales transformaciones de las bellas artes (Discurso leído ante la Academia Provincial de Bellas Artes de Valladolid en la junta pública celebrada el 3 de octubre de 1886), Imprenta y Librería Nacional y Extranjera de los Hijos de Rodríguez, Valladolid.[4]
- 1887: Investigaciones acerca de la historia de Valladolid, H. de Rodríguez, Valladolid.[5]
- 1888: Cervantes en Valladolid, Imp. y Librería Nacional y Extranjera de los Hijos de Rodríguez, Valladolid.[5]
- 1890: Historia de los godos desde los tiempos primitivos hasta el fin de la dominación goda en España, de Henry Bradley (traducido por Ortega Rubio), El Progreso Editorial, Madrid.[2]
- 1892: Historia de Holanda, de James E. Thorold Rogers (traducido por Ortega Rubio), El Progreso Editorial, Madrid[2]
- 1893: Vallisoletanos ilustres (Bocetos), Imprenta de Luis N. de Gaviria, Valladolid
- 1893: Compendio de historia de España, Imprenta y Librería Nacional y Extranjera de Hijos de Rodríguez, Valladolid
- 1895: Los pueblos de la provincia de Valladolid, Imprenta del Hospicio Provincial, Valladolid.[2]
- 1903: Los visigodos en España, Impr. de los Hijos de M. G. Hernández, Madrid.[6]
- 1905: Historia de la regencia de María Cristina Habsbourg-Lorena, Felipe González Rojas, Madrid.[7]
- 1908: Historia de España, Bailly Bailliére é Hijos, Madrid.
- 1918: Relaciones topográficas de los pueblos de España, Sociedad Española de Artes Gráficas, Madrid.[7]
- 1921: Historia de Madrid y de los pueblos de su provincia, Imprenta Municipal, Madrid.